# 2025 WEA서울총회 조직위원회
2025 WEA 서울총회 조직위원회(2025 World Evangelical Alliance Seoul)는 2025년 세계복음주의연맹이 2025년 10월 27일 제 14차 총회를 서울에서 열리는 행사준비를 위한 모임이다. 2024년 11월 15일 창립되었다. 현재 조직위원회 공동위원장은 이영훈 목사와 오정현 목사이다. 조직위는 자문위원과 공동위원장 그리고 실행위원회, 신학위원회를 두고 실무를 담당할 국내외 총괄 담당자를 통해 총회를 준비하고 있다. WEA는 1846년에 영국에서 조직돼 공산주의, 무신론적 진화론등 세속주의에 맞서기 위한 활동을 해 왔으며 현재에는 전 세계 9개 지부에 148개 국가의 기관과 6억 명의 신자가 포함된 세계 최대의 복음주의 국제 연합기구다.  현재 WEA 의장은 아랍 기독교계의 지도자이며 침례교 교단 출신인 보투르스 만수스 목사이다. WEA 부의장은 프랑크 힌켈만이다.

## 조직

### 고문
- 김상복
- 전계현 대한예수교장로회 합동 교단 중경총회장
- 박희천
- 피터 릴백

### 공동조직위원장
- 이영훈, 오정현

### 자문
- 한기채
- 장세규
- 김인영
- 지용근

### 실행위원장
- 임석순

### 신학위원회
- 위장: 오덕교,
- 김재성, 이승구, 김상식, 김정우, 박명수, 이국진, 안한나

### 선교분과
- 강대흥, 문창선

### 제자훈련분과
- 박주성

### 운영위원
- 김도훈, 김은수, 김정두, 김철승, 박서은, 연승철, 한은택, 황성준

### 사무국
- 이강일
- 백승

## 같이 보기
- 세계복음주의연맹
- 한국복음주의협의회
- 세계교회협의회